# Lonely Together (bài hát của Avicii)
"Lonely Together" là một bài hát của DJ người Thụy Điển Avicii, hợp tác với ca sĩ người Anh Rita Ora. Bài hát được phát hành ngày 11 tháng 8 năm 2017, là đĩa đơn thứ hai từ EP của Avicii, AVĪCI (01). Vào ngày 17 tháng 11 năm 2017, EP remix chính thức được phát hành.
"Lonely Together" là bài hát cuối cùng được Avicii ra mắt trước khi qua đời vào tháng tư năm 2018. Video âm nhạc của nó thắng giải Video nhảy xuất sắc nhất tại giải Video âm nhạc của MTV năm 2018.

## Danh sách bài hát
Tải kỹ thuật số
1. "Lonely Together" (hợp tác với Rita Ora) – 3:01

Tải kỹ thuật số – acoustic
1. "Lonely Together" (hợp tác với Rita Ora) (acoustic) – 3:01

Tải kỹ thuật số – remixes
1. "Lonely Together" (hợp tác với Rita Ora) (Alan Walker remix) – 2:59
2. "Lonely Together" (hợp tác với Rita Ora) (DJ Licious remix) – 3:04
3. "Lonely Together" (hợp tác với Rita Ora) (Jaded remix) – 3:36
4. "Lonely Together" (hợp tác với Rita Ora) (Dexter remix) – 3:03

## Xếp hạng
| Bảng xếp hạng (2017–18)                         | Vị trí cao nhất |
| ----------------------------------------------- | --------------- |
| Úc (ARIA)                                       | 32              |
| Úc Dance (ARIA)                                 | 2               |
| Áo (Ö3 Austria Top 40)                          | 23              |
| Bỉ (Ultratop 50 Flanders)                       | 36              |
| Bỉ Dance (Ultratop Flanders)                    | 3               |
| Bỉ (Ultratop 50 Wallonia)                       | 46              |
| Bỉ Dance (Ultratop Wallonia)                    | 11              |
| Canada (Canadian Hot 100)                       | 55              |
| Croatia Foreign Airplay (HRT)                   | 25              |
| Cộng hòa Séc (Rádio Top 100)                    | 10              |
| Cộng hòa Séc (Singles Digitál Top 100)          | 17              |
| Đan Mạch (Tracklisten)                          | 38              |
| Châu Âu (Euro Digital Songs)                    | 8               |
| Pháp (SNEP)                                     | 66              |
| Trường songid là BẮT BUỘC CHO BẢNG XẾP HẠNG ĐỨC | 24              |
| Hy Lạp (IFPI Greece)                            | 94              |
| Hungary (Dance Top 40)                          | 19              |
| Hungary (Rádiós Top 40)                         | 5               |
| Hungary (Single Top 40)                         | 29              |
| Hungary (Stream Top 40)                         | 9               |
| Ireland (IRMA)                                  | 5               |
| Ý (FIMI)                                        | 44              |
| Leban (Lebanese Top 20)                         | 10              |
| Latvia (Latvijas Top 40)                        | 8               |
| Mexico Ingles Airplay (Billboard)               | 13              |
| Hà Lan (Dutch Top 40)                           | 24              |
| Hà Lan (Single Top 100)                         | 28              |
| New Zealand (Recorded Music NZ)                 | 34              |
| Na Uy (VG-lista)                                | 20              |
| Philippines (Philippine Hot 100)                | 55              |
| Ba Lan (Polish Airplay Top 100)                 | 4               |
| Bồ Đào Nha (AFP)                                | 30              |
| Romania (Romanian Airplay 100)                  | 56              |
| Scotland (OCC)                                  | 1               |
| Slovakia (Rádio Top 100)                        | 92              |
| Slovakia (Singles Digitál Top 100)              | 12              |
| Slovenia (SloTop50)                             | 36              |
| Tây Ban Nha (PROMUSICAE)                        | 96              |
| Thụy Điển (Sverigetopplistan)                   | 3               |
| Thụy Sĩ (Schweizer Hitparade)                   | 33              |
| Anh Quốc (OCC)                                  | 4               |
| Anh Quốc Dance (OCC)                            | 1               |
| Hoa Kỳ Hot Dance/Electronic Songs (Billboard)   | 11              |
| Venezuela (Monitor Latino Anglo)                | 10              |

| Bảng xếp hạng (2017)                       | Vị trí |
| ------------------------------------------ | ------ |
| Hungary (Stream Top 40)                    | 36     |
| Thụy Điển (Sverigetopplistan)              | 45     |
| Anh Quốc Singles (Official Charts Company) | 77     |

## Chứng nhận
| Quốc gia | Chứng nhận | Số đơn vị/doanh số chứng nhận |
| --- | ---------- | ----------------------------- |
| Bỉ (BEA) | Vàng       | 0‡                            |
| Canada (Music Canada) | Bạch kim   | 0‡                            |
| Đan Mạch (IFPI Đan Mạch) | Vàng       | 45,000‡                       |
| Pháp (SNEP) | Vàng       | 75,000‡                       |
| Đức (BVMI) | Vàng       | 150.000‡                      |
| Ý (FIMI) | Bạch kim   | 50.000‡                       |
| Anh Quốc (BPI) | Bạch kim   | 600.000‡                      |
| * Chứng nhận dựa theo doanh số tiêu thụ. ^ Chứng nhận dựa theo doanh số nhập hàng. ‡ Chứng nhận dựa theo doanh số tiêu thụ và phát trực tuyến. |            |                               |

## Lịch sử phát hành
| Khu vực | Ngày                 | Định dạng    | Nhãn đĩa   | Tham khảo |
| ------- | -------------------- | ------------ | ---------- | --------- |
| Hoa Kỳ  | 31 tháng 10 năm 2017 | Top 40 radio | Interscope | [ 58 ]    |